# Aeroporto Internacional de Huntsville
O Aeroporto Internacional de Huntsville (IATA: HSV, ICAO: KHSV) é um aeroporto internacional localizado na cidade de Huntsville, no estado do Alabama, nos Estados Unidos, foi construído na década de 1930 e é o segundo aeroporto mais movimentado do estado.